# ROMANS
ROMANS（ロマンス）は、2003年8月に結成されたハロー!プロジェクト初のセクシー系女性歌手グループ、女性アイドルグループ。

## 特徴
- 2003年3月31日 - 9月27日にテレビ東京系で放送された深夜番組「セクシー女塾」から誕生した。
- 「セクシーユニット」をコンセプトとしており、全員深紅の口紅を付けている。
- 「ロマンス」の本来の綴りは「ROMANCE」であるが、つんく♂の「情熱的で叙情的なユニットになってもらいたい」との思いを込め、「ロマン溢れる女性達」と言う意味で、「ROMAN」に複数形の「S」が付けられて「ROMANS」と命名された。[2]
- ハロー!プロジェクトの混同ユニットとしては珍しく、結成から5年間と長期にわたってメンバー全員がハロー!プロジェクトに在籍しつづけ、変動の起きないユニットであったが、2008年4月にアヤカがハロー!プロジェクトを卒業。同年1月に行われたコンサート『Hello! Project 2008 Winter 〜かしまし エルダークラブ〜』が最後の完全オリジナルメンバーでの出演となった。

## メンバー
- 矢口真里
- 石川梨華
- アヤカ
- 里田まい
- 斉藤瞳

矢口がリーダーだが、実質斉藤がボスだった。

## 略歴
2003年
- 3月31日、『セクシー女塾』放送開始。当初のレギュラー出演者は、石川、藤本美貴、斉藤、里田。
- 5月3日、番組内の試験の結果、藤本が番組を降板。
- 5月5日、矢口が新たにレギュラー出演者に加わる。
- 5月12日、アヤカが新たにレギュラー出演者に加わる。
- 6月25日、番組内で、つんく♂より、レギュラー出演者でユニットを結成し、CDをリリースすることが発表される。
- 7月、ハロー!プロジェクトコンサート、『Hello! Project 2003 夏 〜よっしゃ! ビックリサマー!!〜』にROMANSとして出演。
- 8月20日、『SEXY NIGHT 〜忘れられない彼〜』をリリース。
- 9月、『セクシー女塾』の放送が終了したため、事実上活動休止となる。

2008年
- 1月、ハロー!プロジェクトコンサート、『Hello! Project 2008 Winter 〜かしまし エルダークラブ〜』にROMANSとして出演。
- 4月30日、アヤカがハロー!プロジェクトを卒業。

2009年
- 3月31日、矢口、石川、斉藤、里田がハロー!プロジェクトを卒業。

## 音楽

### シングル
1. SEXY NIGHT 〜忘れられない彼〜 （2003年8月20日）

### アルバム
- ハロー!プロジェクト スペシャルユニット メガベスト（2008年12月10日）

### DVD
1. シングルV「SEXY NIGHT 〜忘れられない彼〜」 （2003年8月20日）